# Эворт, Ганс
Ганс Эворт (нидерл. Hans Eworth, Hans Ewouts; ок. 1520, Антверпен — 1573, Лондон) — нидерландский художник.

## Биография
Родился около 1520 года в Антверпене, где в 1540 году вступил в местную гильдию св. Луки. В период между 1545 и 1549 годами Эворт перебрался в Англию, которую не покидал до конца дней. В течение ряда лет художник работал при королевском дворе Тюдоров, став одним из самых значительных портретистов своего времени. Он создал портреты короля Эдуарда VI, королевы Марии I, королевы Елизаветы I и их придворных; эти работы написанные в подражание манере Ганса Гольбейна-младашего. Эворт также писал аллегории, в которых заметно влияние Яна ван Скорела и европейских маньеристов. Самым ярким и необычным полотном художника является «Аллегорический портрет сэра Джона Латтрела» (1550), изображающий его чудесное спасение.
Некоторое время спустя Эворту было отказано в королевском покровительстве, и он на много лет покинул двор. Только в конце жизни художник вновь вернулся на королевскую службу; в 1572 году, после смерти одного из придворных художников, отвечавшего за королевские церемониалы и празднества, Эворт был приглашён выполнить декорации и костюмы для представления в честь прибытия французских послов.
Умер художник в Лондоне в 1573 году.

## Известные работы
- «Аллегорический портрет сэра Джона Латтрела», 1550. Институт искусства Курто, Лондон[1][2];
- «Портрет Эдуарда VI», 1547—1550[1];
- «Портрет Марии I», ок. 1550—1555. Музей Фицуильяма, Кембридж[1];
- «Мэри Фицалан, герцогиня Норфолкская», ок. 1555. Йельский центр британского искусства, Нью-Хейвен (Коннектикут)[1];
- «Мэри Невилль, леди Дакр», ок. 1555—1558. Национальная галерея Канады, Оттава[1];
- «Портрет неизвестной», ок. 1565—1568. Галерея Тейт, Лондон[1];
- «Джон Селвин», 1572[1].

## Галерея
- «Мэри Фицалан, герцогиня Норфолкская», ок. 1555. Йельский центр британского искусства, Нью-Хейвен (Коннектикут);
- Портрет Марии I, ок. 1550—1555. Музей Фицуильяма, Кембридж
- «Мэри Невилль, леди Дакр», ок. 1555—1558. Национальная галерея Канады, Оттава
- «Портрет неизвестной», ок. 1565—1568. Галерея Тейт, Лондон